# Ligurra
Ligurra là một chi nhện trong họ Salticidae.